# Style Adam

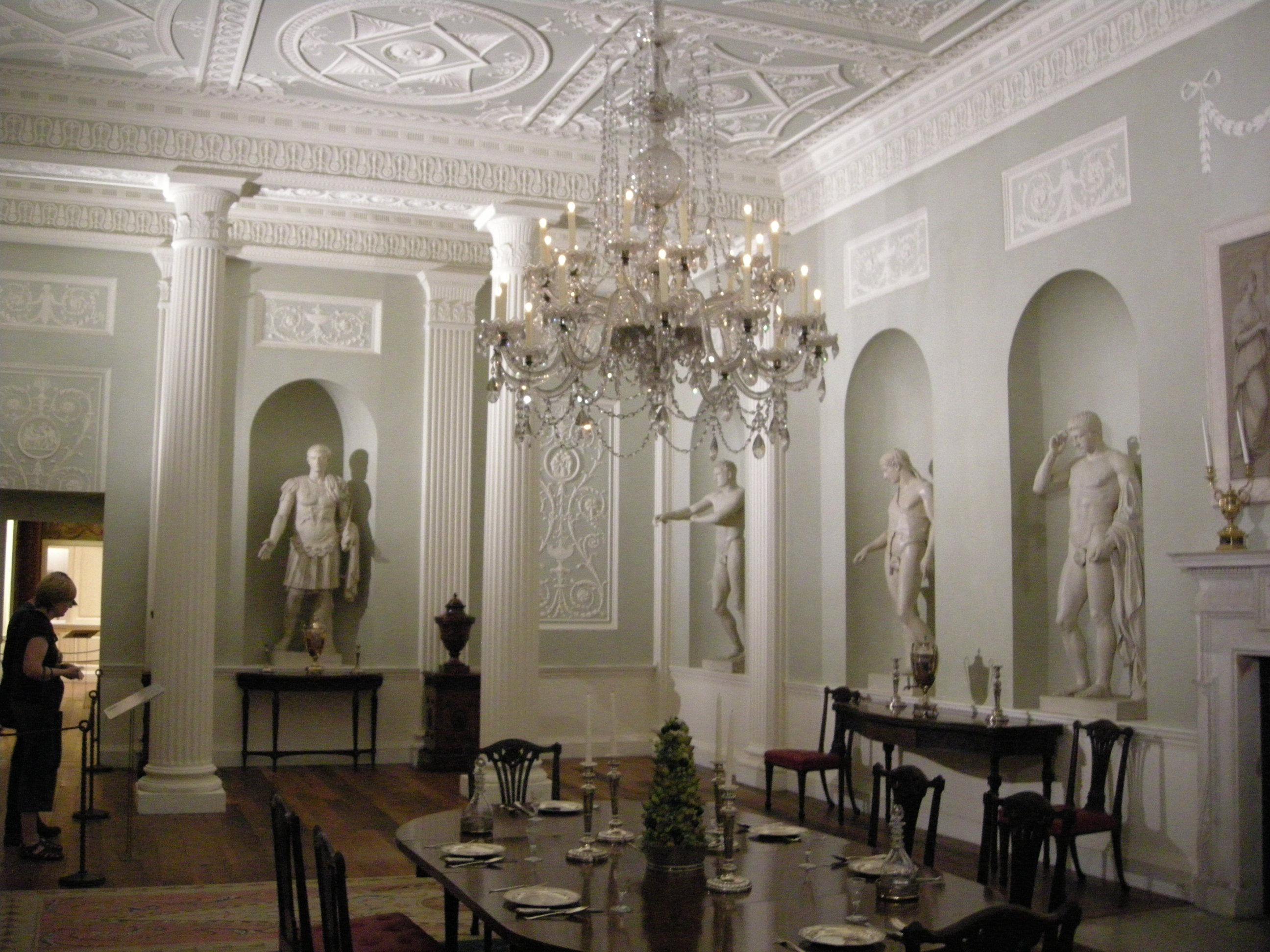
Salon de style Adam remonté au Metropolitan Museum of Art de New York.

Le style Adam (ou Adamesque) est un style néoclassique d'architecture et de décoration, similaire à celui pratiqué par l'architecte écossais Robert Adam (1728-1792) et ses frères. Un développement parallèle à cette première phase de design néoclassique est le style Louis XVI.